# Heksogen
Heksogen (cyklonit, T4, Hx, RDX – od ang. royal demolition explosive lub research department explosive) – organiczny związek chemiczny, jedna z nitroamin heterocyklicznych, stosowana jako materiał wybuchowy.

## Właściwości
Prędkość detonacji cyklonitu wynosi 8440 m/s przy gęstości 1,70 g/cm³. W temperaturze pokojowej jest bardzo stabilny – spala się, nie wybuchając. Do detonacji niezbędne jest użycie zapalnika. Heksogen staje się jednak bardzo wrażliwy w postaci krystalicznej poniżej −4 °C.

## Zastosowanie
Heksogen jest jednym z najpotężniejszych materiałów wybuchowych kruszących. Ma dużą siłę kruszącą, jest stabilny podczas przechowywania i bezpieczny dzięki małej wrażliwości na bodźce mechaniczne. Ma szerokie zastosowanie jako militarny materiał wybuchowy, zarówno samodzielnie w postaci różnych ładunków, jak i jako składnik wielu mieszanin. Po dodaniu do niego plastyfikatorów i innych składników powstają plastyczne materiały wybuchowe, takie jak C4, lecz np. Semtex zawiera zamiast niego pentryt. Heksogen jest też składnikiem m.in. A-IX-2, HBX, torpeksu, H-6, heksalu, HTA. Stosowany do napełniania spłonek pobudzających, lontów detonujących i artyleryjskich pocisków małokalibrowych oraz w mieszaninie z trotylem, do napełniania korpusów pocisków artyleryjskich, bomb lotniczych, min i torped.

## Historia
Heksogen otrzymano po raz pierwszy w II połowie lat 90. XIX w. Odkrył go niemiecki chemik i farmaceuta Georg Friedrich Henning (patent nr 104280 z 15 lipca 1898). Jego szerokie stosowanie rozpoczęło się po opanowaniu bezpiecznych i skutecznych metod syntezy. W czasach II wojny światowej był wykorzystywany w dużych ilościach przez obie walczące strony. Współcześnie jest najważniejszym materiałem wybuchowym o zastosowaniu militarnym.

## Otrzymywanie
Heksogen otrzymywany jest w reakcji stężonego kwasu azotowego z urotropiną. Uproszczony zapis reakcji:
(CH2)6N4 + 10HNO3 → (CH2-N-NO2)3 + 3CH2(ONO2)2 + NH4NO3 + 3H2O
Produktami ubocznymi procesu są azotan amonu i diazotan metanodiolu, CH2(ONO2)2. Związki te powstają także w głównej reakcji ubocznej:
(CH2)6N4 + 16HNO3 → 6CH2(ONO2)2 + 4NH4NO3
Inną metodą syntezy heksogenu jest nitrowanie urotropiny mieszaniną kwasu azotowego i azotanu amonu w obecności bezwodnika octowego (podobnie produkuje się jeszcze silniejszy oktogen).